# Svenska hockeyligan (2019/2020)
Sezon Svenska hockeyligan rozegrany został na przełomie 2019 i 2020 jako 45. sezon rozgrywek o mistrzostwo Szwecji w hokeju na lodzie.

## Sezon zasadniczy
| L  | Drużyna        | M  | Z  | Zdn | Zdn | P  | G+  | G-  | +/- | Pkt. |
| -- | -------------- | -- | -- | --- | --- | -- | --- | --- | --- | ---- |
| 1  | Luleå HF       | 52 | 30 | 6   | 4   | 12 | 151 | 98  | +53 | 106  |
| 2  | Färjestad BK   | 52 | 25 | 6   | 5   | 16 | 173 | 146 | +27 | 92   |
| 3  | Rögle BK       | 52 | 25 | 7   | 3   | 17 | 149 | 123 | +26 | 92   |
| 4  | Skellefteå AIK | 52 | 27 | 4   | 1   | 20 | 149 | 122 | +27 | 90   |
| 5  | HV71           | 52 | 24 | 6   | 5   | 17 | 158 | 130 | +28 | 89   |
| 6  | Djurgårdens IF | 52 | 24 | 5   | 6   | 17 | 137 | 135 | +2  | 88   |
| 7  | Frölunda HC    | 52 | 25 | 4   | 2   | 21 | 154 | 126 | +28 | 85   |
| 8  | Örebro HK      | 52 | 26 | 2   | 3   | 21 | 137 | 133 | +4  | 85   |
| 9  | Malmö Redhawks | 52 | 21 | 4   | 6   | 21 | 131 | 130 | +1  | 77   |
| 10 | Växjö Lakers   | 52 | 20 | 4   | 2   | 26 | 127 | 143 | -16 | 70   |
| 11 | Linköping HC   | 52 | 14 | 6   | 11  | 21 | 118 | 139 | -21 | 65   |
| 12 | Brynäs IF      | 52 | 13 | 8   | 5   | 26 | 132 | 168 | -36 | 60   |
| 13 | Leksands IF    | 52 | 13 | 2   | 6   | 31 | 115 | 168 | -53 | 49   |
| 14 | IK Oskarshamn  | 52 | 10 | 3   | 8   | 31 | 110 | 180 | -70 | 44   |

Legenda:
      = Awans bezpośredni do fazy play-off (o mistrzostwo),       = Awans do kwalifikacji przed fazą play-off,       = Kwalifikacja do rywalizacji play-out (o utrzymanie)

## Faza play-off
Faza play-off w rozgrywkach szwedzkiej ligi hokejowej w sezonie 2019/2020 składała się z czterech rund. Rozpoczęła się w marcu 2020 roku, a zakończy w maju 2020 roku. 6 najlepszych drużyn po rundzie zasadniczej zapewniło sobie bezpośredni awans do rundy play-off. Drużyny z miejsc 7-10 rozegrały rundę kwalifikacyjną do fazy play-off w rywalizacji do dwóch zwycięstw. W ćwierćfinale, najlepsza drużyna sezonu zasadniczego zmierzyła się z najniżej rozstawionym zwycięzcą rundy kwalifikacyjnej, wicemistrz sezonu zasadniczego zagrał z wyżej rozstawioną drużyną rundy kwalifikacyjnej, pozostałe drużyny walczyły według klucza: 3-6 i 4-5. Drużyna, która zajmie wyższe miejsce w sezonie zasadniczym w nagrodę zostaje gospodarzem ewentualnego siódmego meczu. Z tym, że zdobywca sezonu zasadniczego zawsze jest gospodarzem siódmego meczu. Od ćwierćfinałów do finałów serie rozgrywane są w formule do czterech zwycięstw według schematu: 1-1-1-1-1-1-1, czyli wyżej rozstawiony rozgrywa mecze: 1 i 3 oraz ewentualnie 5 i 7 we własnej hali. Niżej rozstawiona drużyna rozgrywa mecze w swojej hali: drugi, czwarty oraz ewentualnie szósty.
W marcu 2020 władze ligi w porozumieniu z klubami ogłosiły odwołanie fazy play-off z powodu pandemii COVID-19.

## Nagrody
- Skyttetrofén: Marcus Nilsson (Färjestad BK)
- Guldhjälmen: Kodie Curran (Rögle)
- Trofeum Salminga: Kodie Curran (Rögle)[4]
- Trofeum Honkena: —
- Trofeum Håkana Looba: Broc Little	(Linköping HC)
- Trofeum Petera Forsberga: —
- Najlepszy pierwszoroczniak sezonu: Jesper Frödén (Skellefteå)
- Stefan Liv Memorial Trophy: —
- Rinkens riddare: —
- Guldpipan: Mikael Sjöqvist